# Црква светог Архангела Гаврила у Дупцима
Црква светог Архангела Гаврила у Дупцима, насељеном месту на територији општине Брус, припада Епархији крушевачкој Српске православне цркве и посвећена је Светом Архангелу Гаврилу.
Храм у селу Дупци је црква брвнара која је у потпуности изграђена од дрвета, али је касније обновљена под стручним надзором Завода за заштиту споменика културе у Kраљеву, и баш таква је једна од ретких цркава брвнара на простору наше земље.
Празник у част патрона се прославља 26. јула и познат је као летњи Аранђеловдан, када се традиционално у порти цркве окупљају верници, мештани самог села, па и околних места.